# Биржай
Би́ржай (лит. Biržai, рус. Биржи, Бирже) — город на севере Литвы. Административный центр самоуправления Биржайского района, Ширвенского и Биржайского городского староств. Также является центром Биржайского деканата и прихода, и местом расположения дирекции Биржайского регионального парка.

## География
Расположен в 201 км к северу от Вильнюса, недалеко от границы с Латвией, у озера Ширвена (лит. Širvėna), на реках Апашча (лит. Apaščia) и Аглуона (лит. Agluona). Конечная станция железнодорожной ветки от Паневежиса (67 км; проложена в 1938 году).

## Население
| 1923    | 1959    | 1970    | 1979    | 1989    | 2001    | 2001    | 2002    | 2003    | 2004    | 2005    | 2005    |
| ------- | ------- | ------- | ------- | ------- | ------- | ------- | ------- | ------- | ------- | ------- | ------- |
| 5315    | ↗8624   | ↗11 385 | ↗14 798 | ↗16 104 | ↘15 312 | ↘15 262 | ↘15 092 | ↘14 965 | ↘14 870 | ↗14 999 | ↘14 627 |
| 2006    | 2006    | 2007    | 2007    | 2008    | 2008    | 2009    | 2009    | 2010    | 2010    | 2011    | 2011    |
| ↗14 868 | ↘14 251 | ↘13 971 | ↗14 738 | ↘13 637 | ↗14 565 | ↘13 308 | ↗14 374 | ↘14 276 | ↘13 050 | ↘12 514 | ↘12 465 |
| 2012    | 2013    | 2014    | 2015    | 2016    | 2017    | 2018    | 2019    | 2020    | 2021    | 2022    | 2023    |
| ↘12 224 | ↘11 903 | ↘11 666 | ↘11 476 | ↘11 314 | ↘10 951 | ↘10 561 | ↘10 294 | ↘10 152 | ↗10 734 | ↘10 501 | ↘10 444 |

В 1858 году насчитывалось ок. 2700 человек, в 1897-м — 4413, в 1968-м количество жителей превысило 10 тыс. В 2005 году насчитывалось 14 999 жителей. На 1 июля 2013 г. — 11 755 человек)
| 1823                           | 1858   | 1891   | 1897   | 1923   | 1931   |
| ------------------------------ | ------ | ------ | ------ | ------ | ------ |
| 2000                           | 2682   | 3000   | 4413   | 5315   | 5705   |
| 1939                           | 1959   | 1964   | 1970   | 1975   | 1976   |
| 8281                           | 8624   | 9400   | 11 160 | 13 400 | 13 700 |
| 1979                           | 1989   | 2001   | 2010   | 2011   | -      |
| 14 401                         | 15 907 | 15 262 | 14 276 | 13 762 | -      |
| Гистограмма динамики населения |        |        |        |        |        |

## Название
По одной версии, название связано с литовским названием берёзы (лит. beržas), поскольку поселение было основано в большом березняке. По другой версии, название обязано слову (лит. biržė), означающему порубку, участок вырубленного леса.

## История
Первое упоминание местности в письменных источниках относится к 1455 году, когда Казимир Ягеллон подарил лежащие здесь земли одному из Радзивиллов, которые и владели Биржами XVII века.
Первый костёл был построен в 1500 году. Как местечко Биржи упоминаются в 1520 году. Местечко лежало на важном стратегическом тракте Рига — Вильна. С 1547 года Биржи стали центром Бирженского княжества. В 1564—1731 годах Биржами владела протестантская ветвь Радзивиллов. В 1587 году протекающие у Бирж реки были запружены и образовался первый в Литве пруд — озеро Ширвены (Ширвена, лит. Širvenos ežeras). В 1589 году местечко получило магдебургские права. В начале XVII века здесь обосновались Трокские караимы.
Город сильно пострадал во время войн со Швецией, особенно в 1625 и 1657 годах. В 1701 году здесь был заключён Биржайский договор между русским царём Петром I и польским королём Августом II о совместных действиях против шведов. Биржайский замок во время Северной войны, в 1704 году, разрушен шведами.
В 1731 году город перешёл в собственность несвижской ветви Радзивиллов, затем к Тышкевичам (1794). В 1815 и 1822 годах Биржи проездом посещал император Александр I. С 1844 года — майоратное владение Тышкевичей.
С 1950 года — районный центр Литовской ССР.

## Экономика
Пивоваренный завод, также льноткацкая фабрика, заводы: льнообрабатывающий, железобетонных конструкций, консервный и маслодельный.
Биржай считается пивной столицей Литвы, так как в городе и его районе (а также в соседних Пасвальском и Купишкском) сильно развито домашнее пивоварение. Лучшее пиво некоторых домашних пивоварен даже продается в пивных ресторанах и барах Вильнюса.

## Достопримечательности
- Биржайский замок (восстановлен в 1978—1986 гг., в нём размещается Биржайский краеведческий музей «Села»)
- Усадьба Островец, или Астравас построена в предместье Бирж в 1850-е годы графами Тышкевичами. Начиная с 1865 года здесь жил и работал исследователь литовско-белорусских древностей Евстафий Тышкевич.

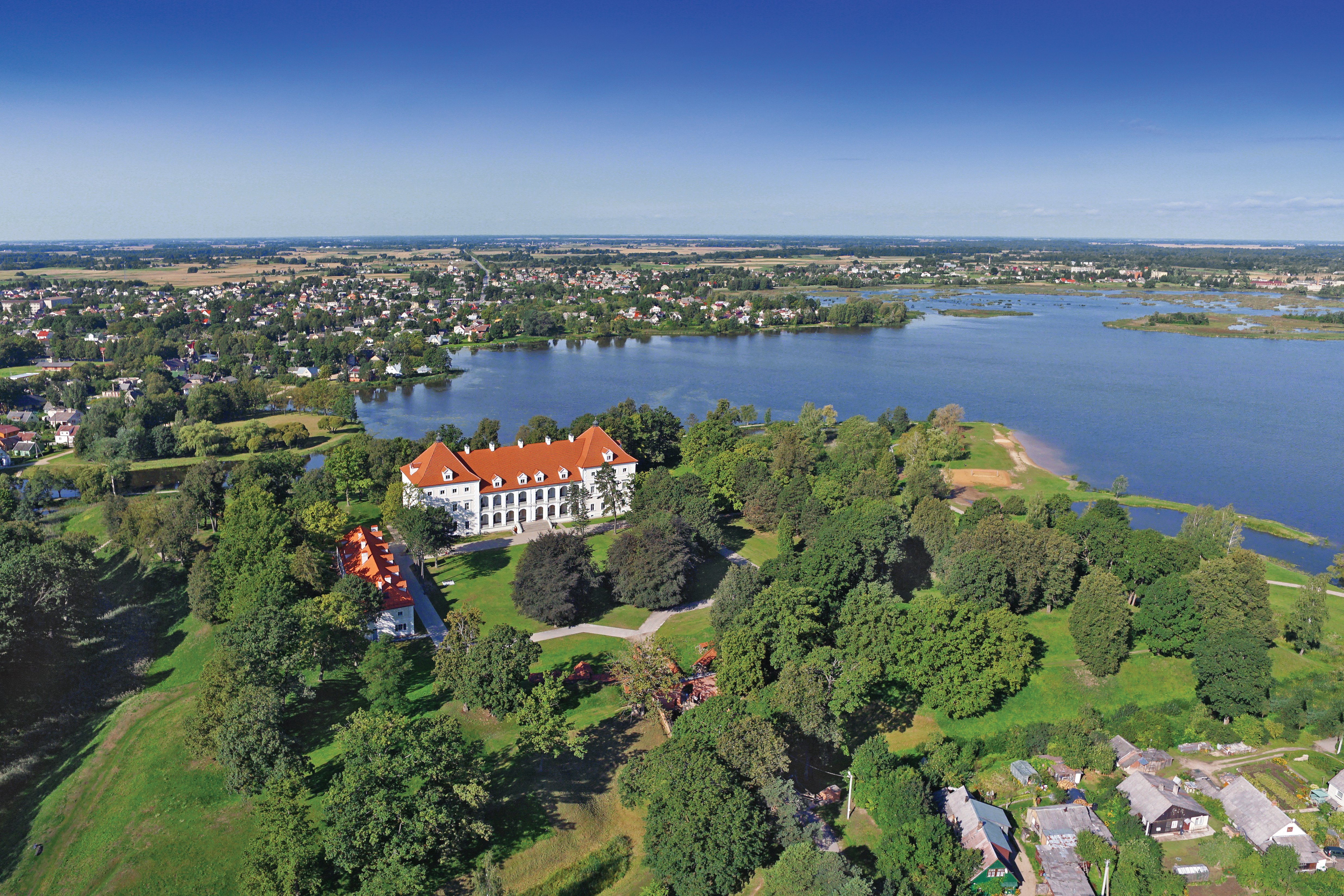
Замок Радзивиллов
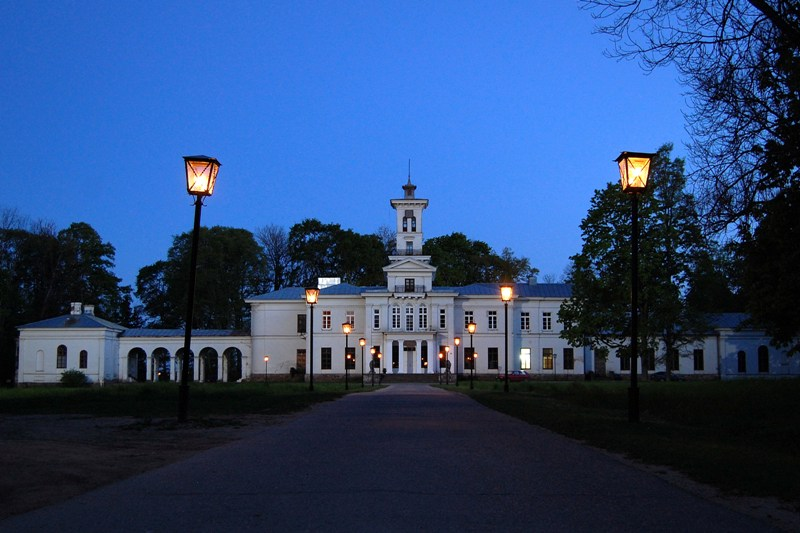
Усадьба Астравас
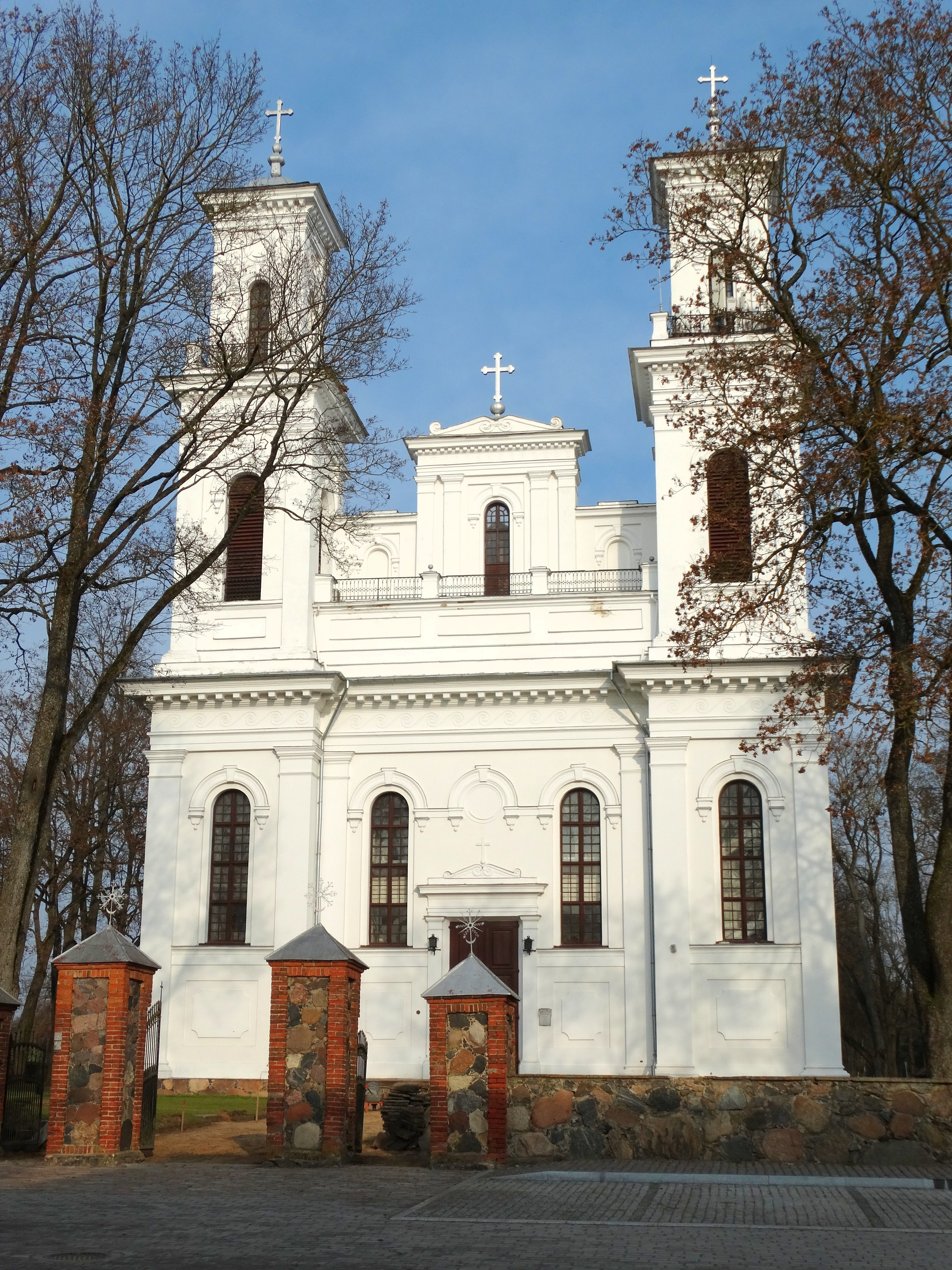
Костёл Святого Иоанна Крестителя
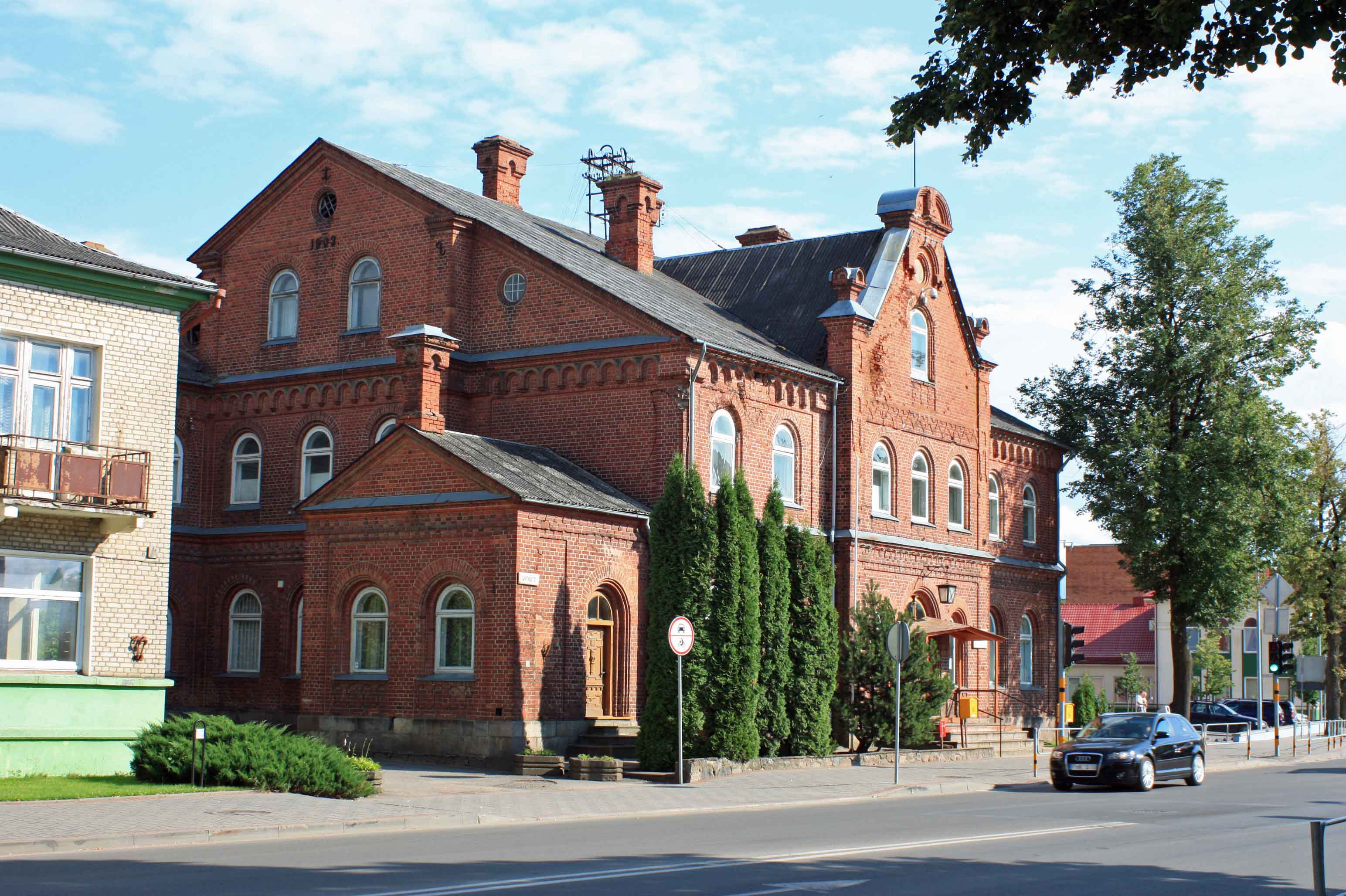
Здание почты
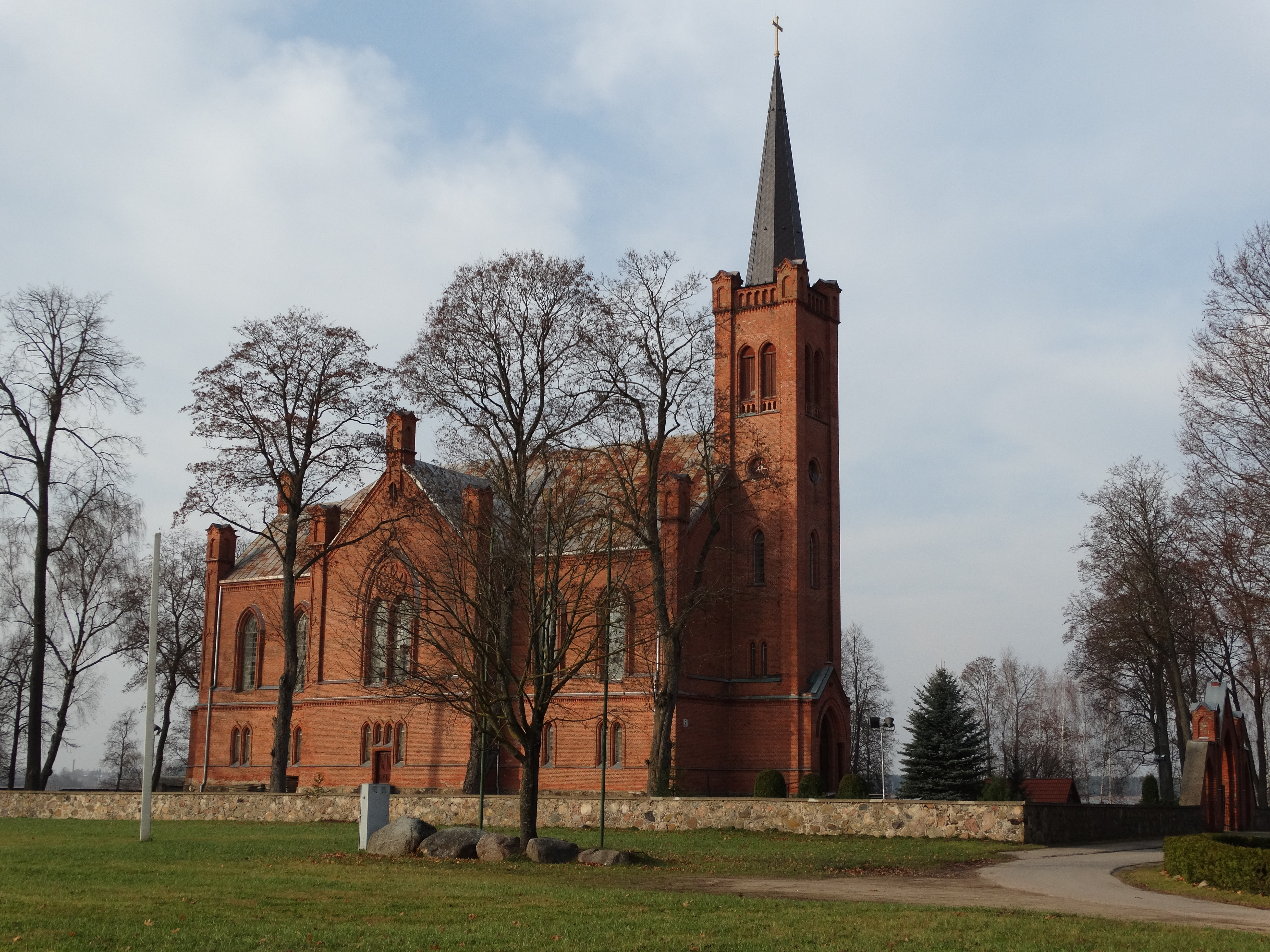
Евангелическо-реформатская церковь

## Известные жители
- Жидрунас Савицкас (род. 1975) — силач, пауэрлифтер и четырёхкратный победитель турнира «Самый сильный человек мира» (2009, 2010, 2012, 2014).
- Лукаш Болеславович Свирский (ум. в 1593 г.) — маршалок господарский, державца Кревский и тиун Биржанский.
- Владас Турла (род. 1953) — стрелок, семикратный чемпион мира в составе сборной СССР (все золотые медали выиграл в 1982 году).
- Тречиокайте-Жебенкене, Ирена Юргевна  (1909 — 1985) — советская и литовская художница, педагог и политический деятель, Заслуженный деятель искусств Литовской ССР (1959), народный художник Литовской ССР (1979).

## Города-побратимы
- Вердер (Хафель) (Германия)
- Айзкраукле (Латвия)
- Тчев (Польша)
- Ровно (Украина)[17]

## Топографические карты
- Лист карты O-35-XXXI Биржай. Масштаб: 1 : 200 000. Состояние местности на 1982 год. Издание 1984 г.